# Фехтование на летних Олимпийских играх 1920
Соревнования по фехтованию на летних Олимпийских играх 1920 года проводились только среди мужчин. В соревнованиях не принимали участие сильные венгерские фехтовальщики.
Турнир стал триумфальным для 26-летнего итальянца Недо Нади, который выиграл пять золотых медалей из 6 возможных. В личном первенстве шпажистов Недо Нади не выступал. Родной брат Недо Альдо Нади выиграл три золота и одно серебро. Братья Нади остаются единственными фехтовальщиками в истории, выигравшими золото во всех видах оружия на одних Играх.

## Общий медальный зачёт
| Место | Страна     | Золото | Серебро | Бронза | Всего |
| ----- | ---------- | ------ | ------- | ------ | ----- |
| 1     | Италия     | 5      | 1       | 0      | 6     |
| 2     | Франция    | 1      | 4       | 3      | 8     |
| 3     | Бельгия    | 0      | 1       | 0      | 1     |
| 4     | Нидерланды | 0      | 0       | 2      | 2     |
| 5     | США        | 0      | 0       | 1      | 1     |

## Медалисты
| Дисциплина                  | Золото | Серебро | Бронза |
| --------------------------- | --- | --- | --- |
| Рапира Личное первенство    | Недо Нади Италия | Филипп Катьо Франция | Роже Дюкре Франция |
| Шпага Личное первенство     | Арман Массар Франция | Александр Липпманн Франция | Гюстав Бюшар Франция |
| Сабля Личное первенство     | Недо Нади Италия | Альдо Нади Италия | Адрианус де Йонг Нидерланды |
| Рапира Командное первенство | Италия · Недо Нади · Альдо Нади · Абелардо Оливьер · Пьетро Спечале · Родольфо Терлицци · Оресте Пулити · Томмазо Константино · Бальдо Бальди                                      | Франция · Андре Лабатю · Жорж Тромбер · Марсель Перро · Люсьен Годен · Филипп Катьо · Роже Дюкре · Гастон Амсон · Лионель Бони де Кастеллан              | США · Фрэнсис Хоникатт · Артур Лайон · Роберт Сиэрс · Генри Брекинридж · Гарольд Рэйнер                                                            |
| Шпага Командное первенство  | Италия · Антонио Аллокьо · Туллио Боцца · Джованни Канова · Томмазо Константино · Андреа Маррацци · Альдо Нади · Недо Нади · Абелардо Оливьер · Паоло Таон ди Ревель · Дино Урбани | Бельгия · Поль Анспах · Леон Том · Эрне Жевер · Феликс Гобле д’Альвьелла · Виктор Бойн · Жозеф де Краэкер · Филипп ле Арди де Больё · Фернан де Монтиньи | Франция · Арман Массар · Александр Липпманн · Гюстав Бюшар · Жорж Казанова · Жорж Тромбер · Гастон Амсон · Эмиль Моро                              |
| Сабля Командное первенство  | Италия · Недо Нади · Альдо Нади · Франческо Гаргано · Оресте Пулити · Джорджо Сантелли · Дино Урбани · Федерико Секондо Чезарано · Бальдо Бальди                                   | Франция · Жан Марграф · Марк Перродон · Анри де Сен-Жермен · Жорж Тромбер                                                                                | Нидерланды · Ян ван дер Вил · Адрианус де Йонг · Йетзе Дорман · Виллем ван Блейенбюрг · Луи Делауной · Саломон Зелденрюст · Хенри Вейнолди-Даниэлс |